# FK Obilic Zivica
El club de fútbol Obilić Živica es un club de fútbol de Živica, Serbia. El club compite en las divisiones inferiores del fútbol serbio y forma parte de la comunidad deportiva local.

## Historia
El FK Obilić Živica se creó con la misión de promover el fútbol dentro de la comunidad local. El club reúne a jugadores de la región y mantiene viva la tradición deportiva en esta zona de Serbia. El patrocinador es Meridian. 

## Competiciones
El club compite en ligas regionales y participa activamente en diversos torneos de fútbol locales, representando a su comunidad y promoviendo el espíritu deportivo entre los jóvenes jugadores.